# Thrash metal
Sous-genres
Crossover thrash
Genres dérivés
Groove metal, death metal, black metal, power metal, metalcore, grunge
Genres associés
Speed metal
Le thrash metal est un style de metal  apparu au début des années 1980. Issu du heavy metal, il se développe surtout aux États-Unis, en Allemagne et au Royaume-Uni. Les groupes Megadeth, Metallica, Slayer, et Anthrax sont reconnus par le grand public et la presse spécialisée comme les leaders du genre, constituant à eux quatre ce que les fans et la presse spécialisée ont communément appelé le Big Four of Thrash.
Les groupes de thrash metal s'opposent à l'imagerie et au succès du glam metal qui domine les ondes radio grand public du début des années 1980, créant une musique rapide et violente, caractérisée par des pickings agressifs, l'utilisation extensive d'une double grosse caisse, dépourvue de synthétiseurs, et des paroles qui abordent les problèmes sociaux et politiques. Des influences progressives peuvent également se faire entendre chez des groupes comme Metallica, Megadeth pour les changements de mesures, les compositions complexes et la durée des chansons.
Le thrash metal devient rapidement un genre de premier plan au sein de la culture du heavy metal. Durant les années 1980, à l'exception de Metallica qui, à cette période, totalise des millions d'albums vendus et atteint la 6e place du Billboard américain avec l'album ...And Justice for All, le thrash est plus underground en matière de ventes et de couverture médiatique que d'autres sous-genres de metal. C'est pendant les années 1990 que les ventes des groupes de thrash commencent à s'accroître, particulièrement celles du Big Four, et que des styles encore plus rapides et agressifs, tels que le death metal et le black metal, évoluent et deviennent une composante importante du metal extrême, inspiré par le thrash.

## Caractéristiques

### Thématiques récurrentes
Même si les thématiques varient fortement d'un groupe à l'autre, voire d'un album à l'autre, on pourrait voir un fil directeur dans la perception essentiellement nihiliste de la société (la guerre), de l'être humain (les pulsions de l'inconscient humain) et la vision pessimistes de l'avenir (notamment, la possibilité d'un effondrement de la civilisation humaine) qui est généralement véhiculée par les paroles. Les thèmes lyriques généralement abordés  sont l'occultisme, l'horreur, la mort, la sorcellerie, la guerre, la destruction, la violence, l'Apocalypse, la rébellion et la tyrannie,,. Par exemple, Slayer et Exodus sont des groupes de thrash metal ayant pour thèmes principaux les tueurs en série, la nécrophilie, le satanisme, la religion, l'anti-religion et plus particulièrement la deuxième guerre mondiale pour Slayer (la chanson Angel of Death, qui n'est autre que le surnom du Dr Josef Mengele, médecin nazi à Auschwitz). 
Certains groupes se distinguent par leur message plus ancré dans le réel. Par exemple, le nom du groupe Megadeth provient d'une brochure écrite par l'ancien sénateur américain Alan Cranston, qui renvoie à la mort de deux millions de personnes en une seule explosion. Le texte de Cranston lié au désarmement nucléaire et la guerre froide, deux problèmes politiques très récurrents chez le groupe notamment sur le quatrième album Rust in Peace. Ou encore, le titre Master of Puppets de Metallica, extrait de l'album de 1986 du même nom, traite des questions de drogues dures, quelques phrases de la chanson renvoyant à l'utilisation de la cocaïne. L'épidémie de crack avait été un grave problème à cette époque dans de nombreuses grandes villes américaines, notamment dans la région de la baie de San Francisco. À l'opposé, il est possible de trouver dans le thrash metal des notes d'humour et d'ironie chez certains groupes, à l'image d'Anthrax, mais il s'agit là d'une tendance très minoritaire.

### Caractéristiques musicales

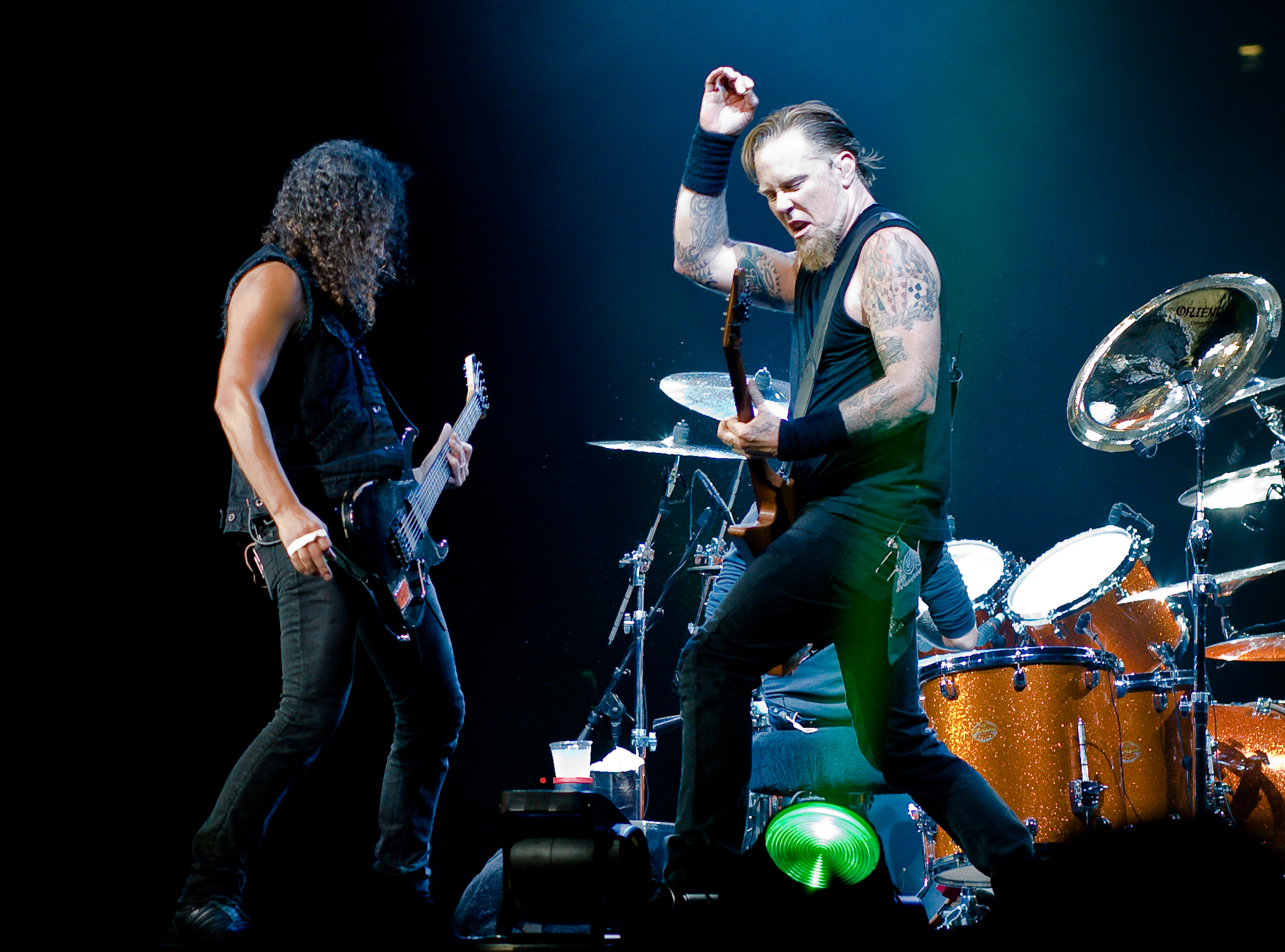
Metallica, en concert à Londres, Royaume-Uni.

Les groupes de thrash metal imitent les structures et arrangements musicaux simplistes du punk rock des années 1970. Cette importance accordée à l'accessibilité illustre l'idéologie DIY typique des groupes punk et punk hardcore, cependant des effets sonores et technologiques sont incorporées dans certaines chansons contrairement aux groupes de punk rock qui rejettent cette utilisation,.
L'instrumentation typique du thrash metal inclut une ou deux guitares électriques, une basse, et une batterie, ainsi que du chant. De manière générale, les guitares dans le thrash metal sont rapides et soumises à une distorsion élevée. Les joueurs de guitare soliste sont nommés shredders pour la virtuosité et la difficulté technique de leurs solos car ils sont généralement exécutés à l'aide de plusieurs techniques comme le sweeping, le legato, l'alternate picking, le tremolo picking, le string skipping, et le tapping, les solos sont joués majoritairement en gamme majeure et mineure pentatonique[réf. nécessaire] et l'harmonie est une partie importante du thrash metal avec notamment l'utilisation de la barre du vibrato. Certains morceaux peuvent être comparés à de réels solos chantés tant la complexité est présente comme notamment Hangar 18 ou Tornado of Souls de Megadeth. Une caractéristique du thrash metal est l'attaque fréquente de la corde de mi grave à vide à très grande vitesse (comme sur le morceau Raining Blood de Slayer et Whiplash de Metallica). Les riffs de guitare utilisent des gammes chromatiques, des tritons et des intervalles dissonants. Par exemple, la chanson Master of Puppets de Metallica (chanson-titre de l'album Master of Puppets) est une descente chromatique, suivie d'une montée chromatique basées sur le triton.
Les bassistes de thrash metal utilisent beaucoup le médiator. Cependant, certains éminents bassistes de thrash metal utilisent leurs doigts, comme Frank Bello, Greg Christian, Steve DiGiorgio et Cliff Burton. Plusieurs bassistes ont modifié le son de leurs basses comme Cliff Burton, utilisé de lourdes distorsions, l'utilisation de pédale wah-wah comme on peut l'entendre dans les morceaux instrumentaux (Anesthesia) Pulling Teeth et Orion.
Comme dans le speed metal, la double pédale de grosse caisse occupe une place très importante dans les premiers groupes, celle-ci se caractérise par le recours à une technique de jeu synchronisé des pieds dans laquelle les pulsations sont réparties alternativement sur deux pédales, permettant de créer des phrases rythmiques fulgurantes à la grosse caisse. Dave Lombardo, l'ancien batteur de Slayer, est connu pour sa rapidité notamment à la double grosse caisse, qui lui vaut le surnom de « Thunderkick » ainsi que The Godfather of Double Bassdrum. Il a en outre la particularité d'être un gaucher jouant sur une batterie de droitier (« batteur contrarié »). Les skank-beats, popularisés par le punk hardcore et adaptés par les premiers groupes de thrash, consistent à jouer en réduction sur deux temps une phrase rythmique de rock classique de quatre temps, ce qui donne une illusion d'accélération de la musique par deux alors même que le tempo n'a pas augmenté. C'est le rythme typique du thrash metal, notamment mis en avant par le jeu de Nick Menza.
Les techniques vocales utilisées dans le metal varient grandement d'un groupe à l'autre. L'habileté vocale des chanteurs peut s'observer aussi bien dans les voix couvrant plusieurs octaves issu de la New wave of British heavy metal comme celui de Bobby Ellsworth du groupe Overkill. Également issu de la New wave of British heavy metal, les chants volontairement ou non éraillés comme celui de Conrad Lant de Venom mais aussi de façon moins grave et plus aigu comme celui de Dave Mustaine de Megadeth ou de John Conelly de Nuclear Assault. La technique vocale du grunt, popularisée par le death metal est également reprise par certains chanteurs de thrash comme Max Cavalera, ancien chanteur de Sepultura et actuel de Soulfly. On peut noter également les chants mélodiques de Joey Belladonna d'Anthrax qui alterne avec des chœurs plus hardcore avec les autres membres du groupe et le chant hurlé de Tom Araya de Slayer.
Il était très fréquent au début du mouvement de discerner également l'influence du rock progressif, comme Metallica qui pratiquent dans leurs compositions de nombreux changements de mesures, de rythmes et de tempos comme sur la chanson One de l'album ...And Justice for All qui commence par une signature rythmique de 4/4, suivie de 3/4 ainsi que 2/4. Alors que d'autres groupes ont une structure et un son beaucoup plus punk hardcore que progressif comme Slayer : la majorité des chansons de l'album Reign in Blood ne dépassent pas les trois minutes, comme celles des groupes de punk hardcore notamment grâce aux rythmes de guitares et de batterie qui, sur ce dernier, atteignant les 250 BPM. Anthrax conserve les sons bruts, rapides et lourds du punk hardcore et ne mettent pas l'accent sur la mélodie et l'harmonie.

### Éléments visuels et autres

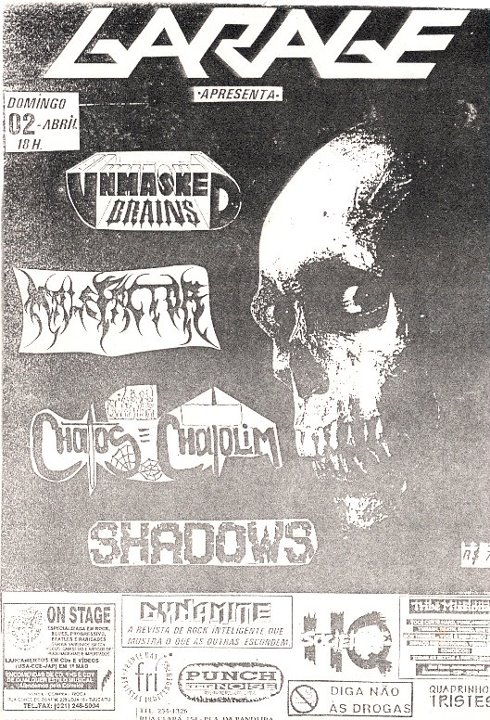
Copie scannée de l'affiche montée à l'aide des logos fournis par les groupes pour faire connaître Garage Art Cult. Ce travail a été fait manuellement par Fabio Costa et d'autres personnes de la salle de concert.

Lors de concerts (et même en dehors) les membres du groupe Exodus répandent leur mépris face au style capillaire issu de la scène glam metal, (glam étant littéralement traduit par Mustaine au cours d'une interview comme étant la "scène métal gay de Los Angeles ; Gay Los Angeles Metal) avec leur expression Kill the Posers ; le guitariste Gary Holt rappelle souvent comment lui et le chanteur Paul Baloff approchaient des individus portant des t-shirts Ratt et Mötley Crüe, coupaient ces vêtements à l'aide de couteaux de poche (pour ou malgré l'opinion de celui qui les portait), puis attachaient les tissus déchiquetés autour de leur poignet en guise d'« insigne d'honneur ». Même si Holt admet quelque temps plus tard être, lui-même, fan de Ratt (avec le guitariste Lee Altus), il critique la mentalité et l'imagerie du glam metal, et décrit Exodus et d'autres groupes de thrash comme bien trop « basés sur la musicalité, la composition et la performance. »
Concernant les logos, beaucoup de groupes de la scène thrash se basent sur le DIY, contrairement aux groupes de metal plus anciens qui faisaient usage d'une police d'écriture déjà existante. À l'inverse, des graphistes professionnels, comme notamment Repka sur Beyond the Gates, Eternal Nightmare, Product of Society, Scream Bloody Gore, ont parfois recrutés pour concevoir des pochettes d'albums.
Le thème thrasher est même utilisé pour se distinguer des autres métalleux, notamment avec l’apparition des jeans noirs, des jeans serrés, des pantalons de style militaire qui remplaceront plus tard le traditionnel jeans bleu ; les chandails à manches longues (arborant souvent le logo d'un groupe) remplacent et/ou sont combinés chez certains avec la veste sans manches plaquée de patchs. Au pied, les baskets montantes du style Nike Quantum, Converse High Top Basketball, etc. viennent parfaire la tenue. Hormis ces habits, des bijoux et autres accessoires peuvent être portés. Ceux-ci incluent des bracelets de cuir cloutés, des ceintures faites de balles de fusil (en fait, de douilles provenant d'une ceinture de munitions de mitrailleuse), des chaînes ainsi que des anneaux représentant des têtes de mort et d'autres designs inspirés de films d'horreur. Les cheveux étaient généralement longs jusqu'à, ou au-delà, de l'épaule, ou en coupe mullet. Le style militaire moderne (guerre du Viêt Nam, par exemple) influence également le look thrash metal. Des groupes comme Metallica, Destruction ou Megadeth portaient sur scène une ceinture de balles,.

## Histoire

### Origines

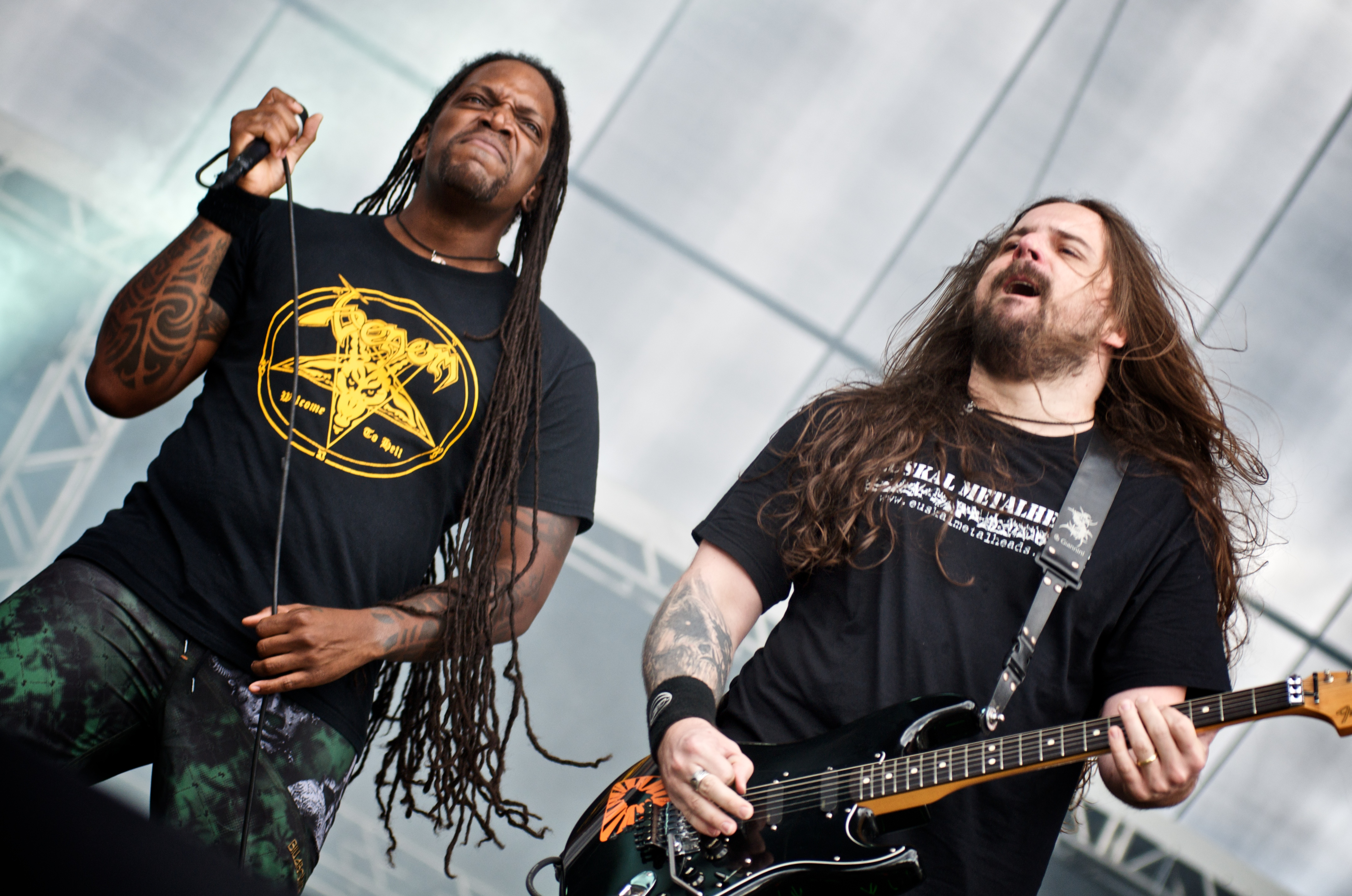
Sepultura, en concert à São Paulo, au Brésil, le 7 novembre 2009.

Parmi les premières chansons à être étiquetées comme du thrash metal, on trouve Stone Cold Crazy de Queen, enregistrée et sortie en 1974 (décrite par le magazine Q en 2011, comme un « avant-goût du thrash metal ») et la chanson Symptom of the Universe de Black Sabbath sorti en 1975, et par la suite reprise par Sepultura pour l'album Nativity in Black. Symptom of the Universe inspire également la chanson Am I Evil? du groupe Diamond Head. Des groupes comme  Judas Priest et Motörhead puis des formations de la New wave of British heavy metal sont des sources directes d'inspiration pour les groupes de thrash. Des groupes tels Diamond Head, Iron Maiden, Venom, Tygers of Pan Tang, Raven et Angel Witch, parmi tant d'autres, intronisent l'instrumentation rapide devenue un aspect essentiel du thrash.
Une grande partie des groupes de thrash metal rendent hommage au punk hardcore. Metallica reprend des chansons de Discharge et The Misfits, Slayer enregistre finalement un album entier de reprises hardcore, Anthrax reprend Protest and Survive de Discharge et New Noise du groupe suédois Refused. Void est salué comme l'un des premiers groupes de crossover thrash, et leur approche musicale chaotique est souvent citée comme une influence particulière. En Europe, le premier groupe du mouvement thrash émergeant en 1979, Venom, fait paraître son album Black Metal, et est cité comme une influence majeure sur de nombreux genres suivants et sur des groupes dans le monde du metal extrême, comme Bathory (black metal), Hellhammer (black metal) Slayer et Mayhem (black metal). La scène thrash européenne est presque exclusivement influencée par la musique plus agressive. Des groupes britanniques tels que Tank et Raven sont influencés par le metal allemand de groupes comme Accept, et décident de produire la même chose.
En 1981, le groupe californien Leather Charm (en) écrit une chanson intitulée Hit the Lights, mais Leather Charm est bientôt dissout et le compositeur principal du groupe, le chanteur et guitariste James Hetfield, rencontre le batteur Lars Ulrich grâce à une petite annonce. Ensemble, James et Lars forment Metallica, le premier des Big Four, avec le guitariste Dave Mustaine, qui allait plus tard former Megadeth, un autre des Big Four initiateurs du thrash, et le bassiste Ron McGovney. Metallica déménage plus tard à la baie de San Francisco à la demande de Cliff Burton qui a remplacé Mc Govney. Mustaine est plus tard remplacé par Kirk Hammett en ayant co-signé la moitié des chansons de la première démo de Metallica : metal up your ass. Le groupe fait paraître le single Hit the Lights sur leur premier album studio, Kill 'Em All en 1983. Un autre des Big Four est formé en Californie du Sud en 1981, quand les guitaristes Jeff Hanneman et Kerry King recrutent le chanteur et bassiste Tom Araya, un ancien inhalothérapeute, et le batteur Dave Lombardo, livreur de pizza, pour former Slayer. Le groupe est découvert par Metal Blade Records lors de l’interprétation de Phantom of the Opera de Iron Maiden. En décembre 1983, moins de six mois après la sortie de Kill 'Em All, Slayer sort son premier album, Show No Mercy
En 1982, le groupe brésilien Stress fait paraître un album éponyme considéré par la presse spécialisée comme le premier album de heavy metal brésilien. Roosevelt « Bala » Cavalcante (basse et chant) clamera qu'il s'agirait du premier album mondial de thrash metal, du fait qu'il ait été enregistré avant Kill 'Em All. Il nuance par la suite ses propos en expliquant que seules certaines compositions comportent des éléments propres au thrash, comme la vitesse, l'alternate picking et le son et chants agressifs.

### Apogée

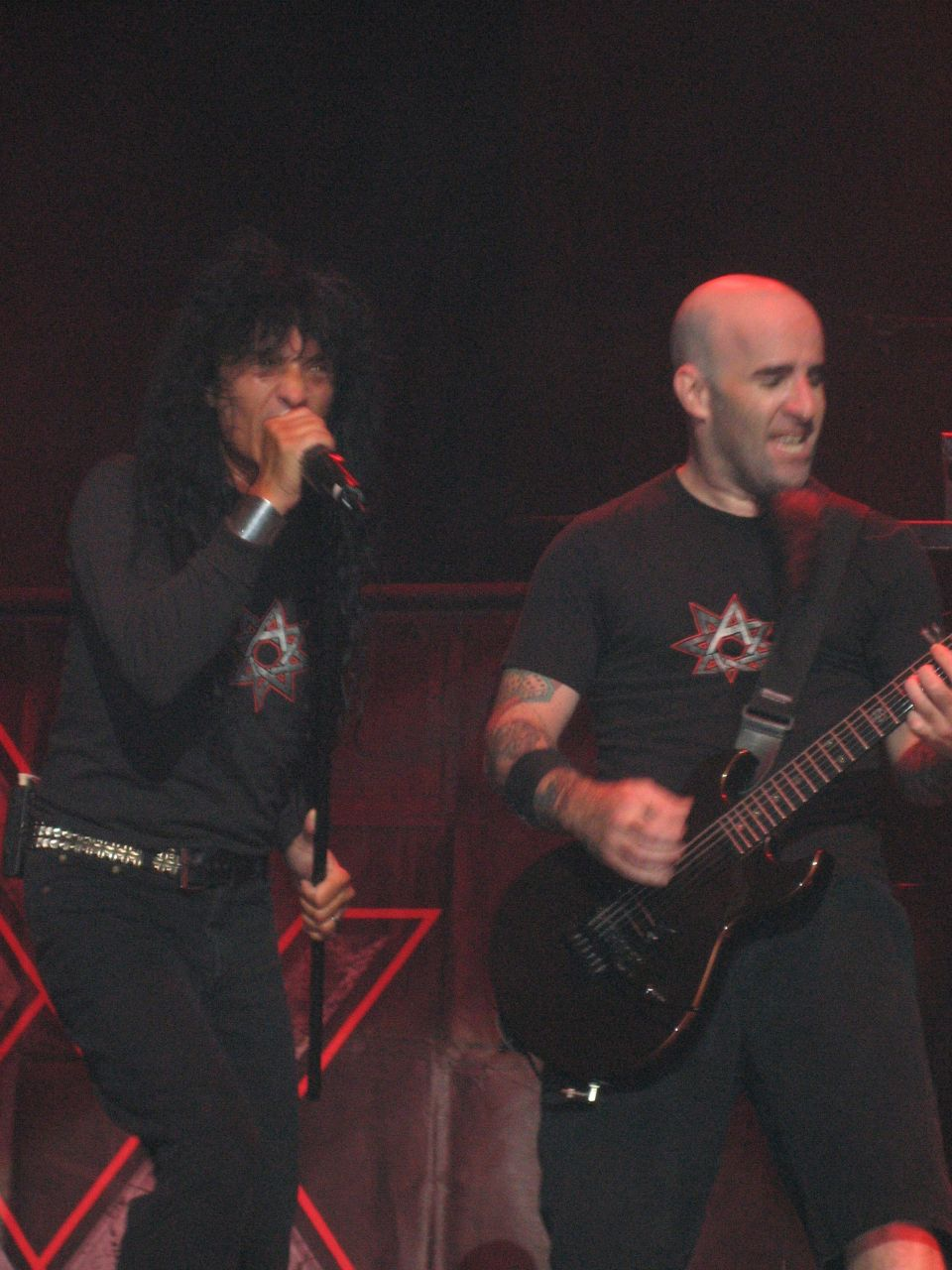
Anthrax, l'un des groupes emblématiques du genre, lors d'un concert en 2005.

Le thrash devient véritablement populaire en 1984. Il tend alors vers un son de plus en plus lourd, de plus en plus sombre, comme dans War & Pain, de Voivod, sorti en 1984, Bonded by Blood, d'Exodus et le deuxième album de Slayer, Hell Awaits sortis eux en 1985, ou Ride the Lightning de Metallica, sorti en 1984, qui allie la vitesse du premier album avec un son plus grave. Le troisième groupe du carré d'as, Megadeth, mené par l'ancien guitariste de Metallica Dave Mustaine, sort son premier album cette même année : Killing Is My Business... and Business Is Good!. En Allemagne, le genre se développe aussi avec la demo In the Sign of Evil de Sodom, en 1984, et Endless Pain, le premier album de Kreator, sorti en 1985. La scène allemande se démarque de la scène américaine par un son plus âpre, un chant beaucoup moins mélodique et une violence musicale bien plus affirmée. Une scène thrash metal brésilienne apparaît également avec Bestial Devastation/Século XX, le premier album de Sepultura, paru en 1985, et Overdose, en association.
C'est en 1986 que le mouvement connaît ses plus grands succès. Darkness Descends de Dark Angel, Eternal Devastation de Destruction, Pleasure to Kill de Kreator (qui influence très fortement le futur death metal), Peace Sells... but Who's Buying? de Megadeth, Game Over de Nuclear Assault, Master of Puppets de Metallica (disque de platine aux États-Unis), et Reign in Blood de Slayer sont autant d'albums parmi les plus célèbres du genre, qui sont sortis en 1986.
En 1987, Anthrax sort l'album Among the Living, qui innove par des morceaux plus mélodiques que les autres groupes phares. La même année sort le premier album de Testament, The Legacy, qui propose un thrash très radical. Parallèlement à tous ces groupes phares du thrash, certains se différencient et un nouveau style de metal fait son apparition. Death et Possessed (et son guitariste virtuose Larry Lalonde) donnent naissance au death metal, le premier album du genre étant Seven Churches en 1985. Certains groupes mélangent également certains aspects du speed metal au thrash metal, par exemple Megadeth, Helstar, Heathen et Testament. À la fin des années 1980, le mouvement commence à être saturé par des nouveaux groupes, mais certains albums de cette période restent néanmoins des références : Alice in Hell de Annihilator, Beneath the Remains de Sepultura, Coma of Souls de Kreator, Agent Orange de Sodom, Seasons in the Abyss de Slayer et Rust in Peace de Megadeth.

### Chute de popularité
Les années 1990 voient s'opérer une évolution dans le son thrash, les groupes préférant garder un son plus proche des racines du thrash metal perdant en popularité. Ainsi, la quasi-totalité des groupes ralentissent le tempo, avec plus ou moins de succès. Black Album de Metallica, Countdown to Extinction et Youthanasia de Megadeth font partie des succès, ainsi que, dans une moindre mesure, Practice What You Preach de Testament, Divine Intervention de Slayer et Endorama de Kreator (album influencé par le metal gothique). Le changement de style devient plus radical par la suite pour Metallica qui abandonne le thrash metal pour un genre proche du hard rock dans ses albums Load et ReLoad. Megadeth suit une voie similaire avec Cryptic Writings et Risk. Slayer quant à eux font une musique plus agressive qu'avant avec des Divine Intervention et Diabolus in Musica très criards, et Testament s'inspire d'un groove metal tel que le pratiquait Pantera avec The Gathering, Demonic et Low. Cette évolution pose de façon générale un certain défi pour les formations, dont certaines alors en voie de développement, à l'instar de Meanstreak, ne parviennent pas à se renouveler.

### Années 2000
Dans les années 2000, quelques groupes retournent à un son plus proche de celui des années 1980, comme Megadeth avec The World Needs a Hero (2001), ou Slayer avec God Hates Us All, sorti en 2001, et Christ Illusion, sorti en 2006. La scène thrash reprend donc de l'importance, à en juger par certains signes : la tenue de la tournée du Big Four, la réunion de Coroner, avec tournée des festivals en Amérique du Nord et en Europe, ou encore la persistance et le succès croissant et constant de Annihilator avec aussi l'album éponyme de 2010.  Quant à certains groupes de fond qui sont restés fidèles aux racines, ils sont toujours bel et bien actifs  : l'album Sodom du groupe éponyme (2006) en est un bon exemple.
Metallica change à nouveau de style dans St. Anger en 2003 avec un son plus nu metal pour revenir au thrash en 2008 avec Death Magnetic. Megadeth sort également un nouvel album intitulé United Abominations en 2007, où le thrash est très présent dans la plupart des titres. En 2009, Megadeth fait paraître son album Endgame, qui, par un retour au tempo rapide, aux riffs techniques et aux solos dignes de l'époque de Marty Friedman dans le groupe, se rapproche très fortement de leur album Rust in Peace.
De plus, une nouvelle vague de jeunes groupes comme Evile, Warbringer, Hazzerd, Havok, Angelus Apatrida,Death Decline, Suicidal Angels, Bonded By Blood, Merciless Death, Municipal Waste, Kraptor, Violator, Gama Bomb, Dekapitator ou encore Dead Tree Seeds et Fueled By Fire,  jouent un thrash metal qui se rapproche de celui des années 1980.

## Groupes notables
Les références ci-jointes attestent de la notabilité réelle de ces groupes au sein de la scène thrash : Anthrax
, Annihilator
, Carnivore
, Celtic Frost[réf. souhaitée]
, Coroner
, Dark Angel
, Death Angel
, Destruction
, D.R.I.[réf. souhaitée]
, Exodus
, Exhorder[réf. souhaitée]
, Flotsam and Jetsam
, Forbidden[réf. souhaitée]
, Heathen[réf. souhaitée]
, Kreator
, Machine Head[réf. nécessaire]
, Megadeth
, Metallica
, Metal Church
, Municipal Waste[réf. souhaitée]
, Nuclear Assault
, Overkill
, Pantera[réf. souhaitée]
, Razor[réf. souhaitée]
, Sabbat
, Sacred Reich
, Sepultura
, Slayer
, S.O.D.[réf. nécessaire]
, Sodom
, Suicidal Tendencies
, Tankard[réf. nécessaire]
, Testament,
Voivod et Xentrix.